# Micropsyrassa reticulata
Micropsyrassa reticulata là một loài bọ cánh cứng trong họ Cerambycidae.